# Wisteriopsis championii
Wisteriopsis championii là một loài thực vật có hoa trong họ Đậu. Loài này được George Bentham mô tả khoa học đầu tiên năm 1852 dưới danh pháp Millettia championii. Năm 2019, James A. Compton và Brian D. Schrire thiết lập chi Wisteriopsis và chuyển nó sang chi này.
Lưu ý: Mặc dù Phan Kế Lộc đã thực hiện tổ hợp Callerya championii năm 1996 (trong Bot. Zhurn., Moscow & Leningrad, 81(10): 97), nhưng nó đã không được công bố hợp lệ (theo Vienna Code, Art. 33.4), do tác giả không cung cấp dẫn chiếu thư viện đầy đủ tới danh pháp đồng nghĩa gốc (basionym).

## Tên gọi
Tên gọi trong tiếng Trung là 绿花鸡血藤 (lục hoa kê tiết đằng), nghĩa là dây máu gà hoa xanh.

## Mô tả
Dây leo, tới 2 m, nhẵn nhụi ngoại trừ cụm hoa. Thân cây màu nâu ánh đỏ, với các bì khổng rải rác. Lá 5 (hoặc 7) lá chét; trục cuống lá 10–20 cm, gồm cả cuống lá dài 3–5 cm; các phiến lá chét hình trứng tới hình trứng-thuôn dài, (3-)4-6 × 1,5-2(-3) cm, dạng giấy, hai mặt nhẵn nhụi và bóng láng, màu xanh lục nhạt khi khô, gân thứ cấp và tam cấp khác biệt và nổi trên cả hai mặt, đáy thuôn tròn, đỉnh nhọn thon tới hình đuôi. Chùy hoa đầu cành, 15–20 cm; các cành mang hoa 6–8 cm, ngẩng cao, thẳng và vững chắc, các mắt dày đặc. Hoa khoảng 1,2 cm. Tràng hoa màu trắng ánh vàng với quầng màu hồng; cánh cờ tròn, nhẵn nhụi, không có thể chai. Bầu nhụy nhẵn nhụi, nhiều noãn. Quả đậu thẳng, 6-12 × 0,5-1,2 cm, phẳng; các mảnh vỏ mỏng. Hạt 2 hay 3 mỗi quả, khi còn non hình hột đậu. Ra hoa tháng 5-8, tạo quả tháng 7-11. Thân và rễ có độc nhưng cũng được sử dụng trong y học truyền thống.

## Phân bố
Trong các bụi cây trong các khe núi thung lũng đá; cao độ 200–800 m. Các tỉnh Phúc Kiến, Quảng Đông, Quảng Tây, đặc khu hành chính Hồng Kông.